# تاماریانی
تاماریانی (انگلیسی: Tamariani) یک شهرک در شهرستان دژیراخسکی استان اینگوش کشور روسیه است. این شهرک در کرانه رود ترک جای دارد.